# Dowell, Illinois
Dowell är en ort (village) i Jackson County i Illinois. Vid 2010 års folkräkning hade Dowell 408 invånare.